# 北浦駅
北浦駅（きたうらえき）は、宮城県遠田郡美里町北浦字道祖神前にある、東日本旅客鉄道（JR東日本）陸羽東線の駅である。

## 歴史
- 1914年（大正3年）9月13日：開業[3]。
- 1947年（昭和22年）5月18日：駅舎改築落成（使用開始は5月13日から）[4]。
- 1971年（昭和46年）11月30日：小口扱い貨物および荷物の扱いを廃止[5]。出改札無人駅化[6]。運転要員のみの配置となる（簡易委託化）[7]。
- 1983年（昭和58年）3月7日：CTC化により、完全無人化。
- 1987年（昭和62年）4月1日：国鉄分割民営化により、JR東日本の駅となる[3]。
- 2016年（平成28年）3月26日：ICカード「Suica」の利用が可能となる[8]。
- 2024年（令和6年）10月1日：えきねっとQチケのサービスを開始[1][9]。

## 駅構造
島式ホーム1面2線を有する地上駅である。駅舎はコンクリート製である。駅舎とホームは構内踏切で連絡している。
小牛田統括センター（小牛田駅）管理の無人駅で、待合室内に乗車駅証明書発行機と簡易Suica改札機が設置されている。

### のりば
| 番線 | 路線      | 方向 | 行先                     |
| ---- | --------- | ---- | ------------------------ |
| 1    | ■陸羽東線 | 上り | 小牛田方面               |
| 2    | ■陸羽東線 | 下り | 古川・鳴子温泉・新庄方面 |

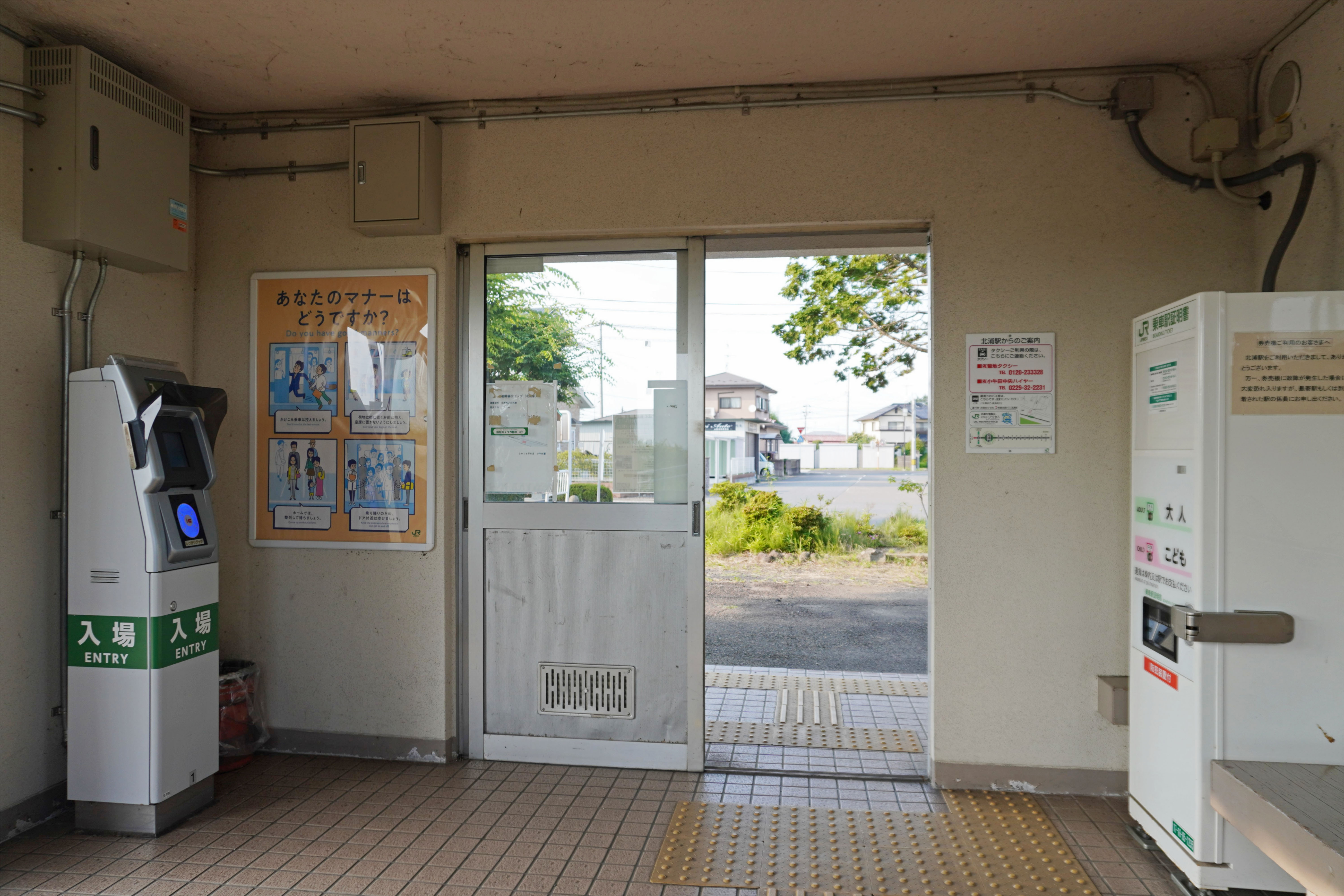
駅舎内（2023年7月）
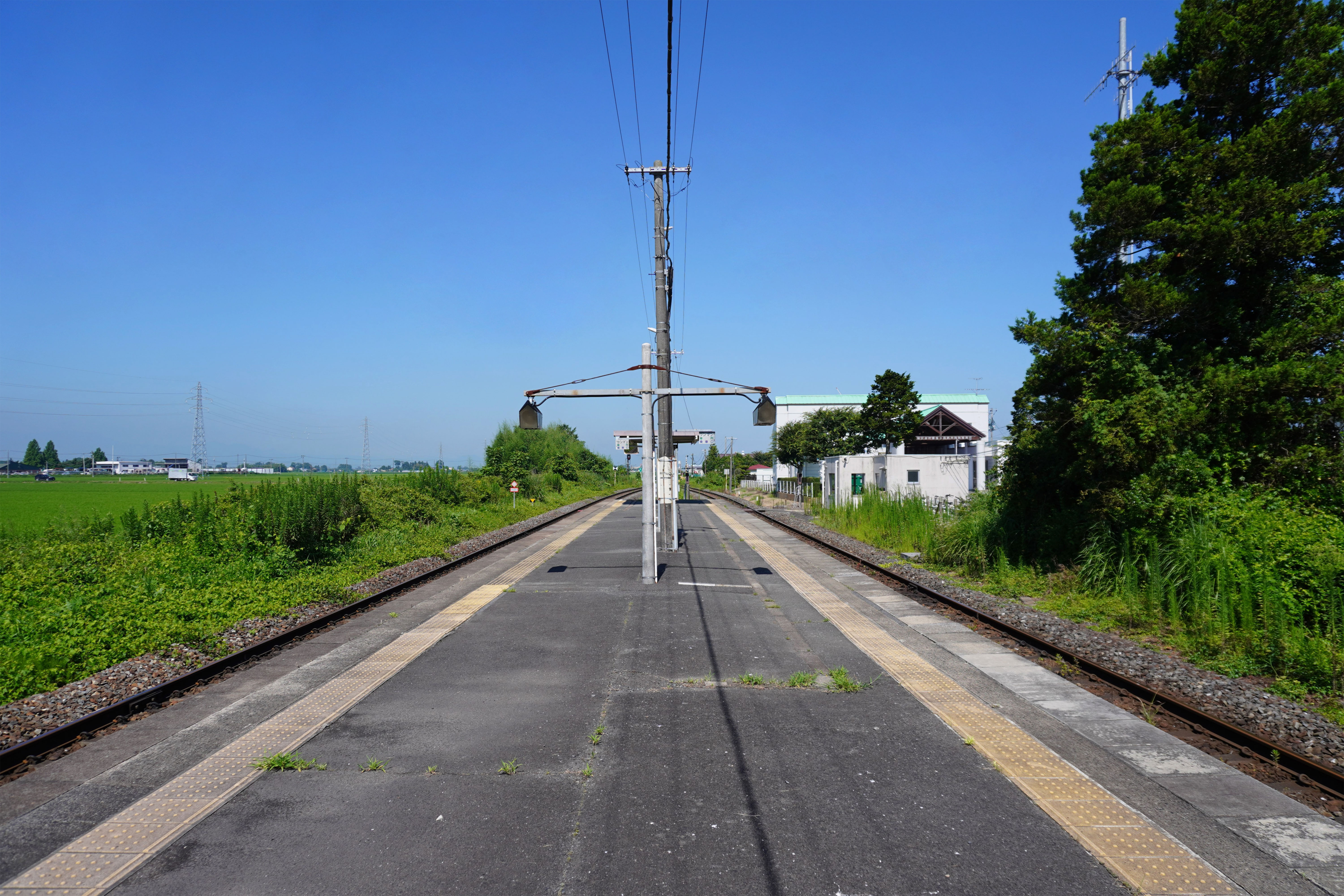
ホーム（2023年7月）
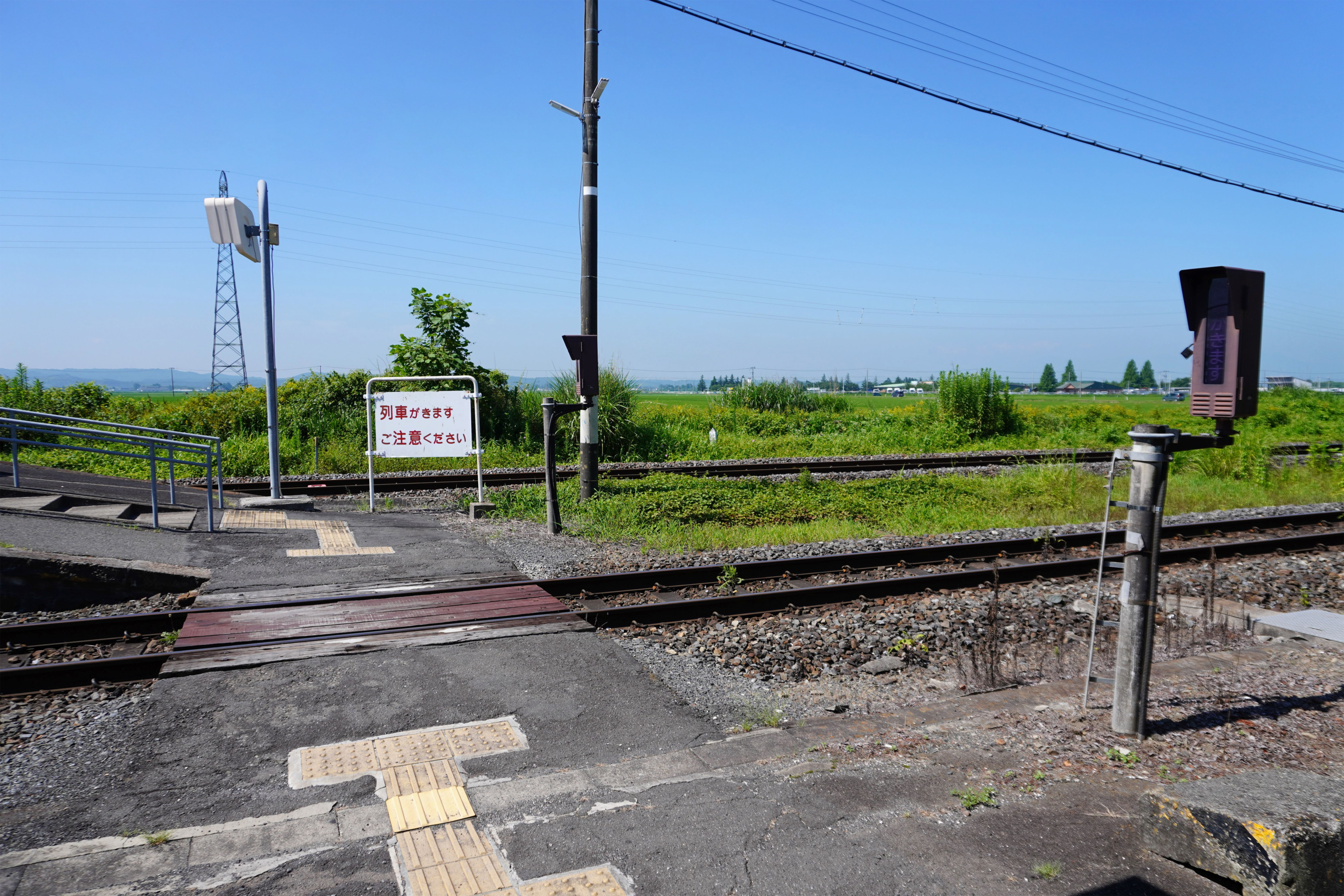
構内踏切（2023年7月）

## 駅周辺
住宅は道路沿いに多くあり、駅前には商店がある。駅南側は田んぼである。周辺にある梨畑は北浦梨として有名である。
- 国道108号
- 宮城県道154号北浦停車場線
- 北浦駅前郵便局
- 遠田警察署北浦駐在所
- みやぎ総合家畜市場

## 隣の駅
東日本旅客鉄道（JR東日本）
■陸羽東線
小牛田駅 - 北浦駅 - 陸前谷地駅